# Divisione del North Bank
Il North Bank (lett. "sponda settentrionale") è una delle divisioni in cui è diviso il Gambia con 221.054 abitanti (censimento 2013). Il capoluogo è Kerewan.

## Geografia antropica

### Suddivisioni amministrative
La divisione è suddivisa in 6 distretti:
- Central Baddibu
- Jokadu
- Lower Baddibu
- Lower Niumi
- Upper Baddibu
- Upper Niumi